# گرونو دیویس
گرونو دیویس (انگلیسی: Gronow Davis؛ ۱۶ مه ۱۸۲۸ – ۱۸ اکتبر ۱۸۹۱) فرد نظامی اهل پادشاهی متحد بریتانیای کبیر و ایرلند بود. وی همچنین برندهٔ جوایزی همچون صلیب ویکتوریا شده‌است.